# Myran Eknayan
Myran Garabet Eknayan (* 27. September 1892 in Paris; † 19. Juni 1985 in Neuilly-sur-Seine) war ein Diamantenhändler und Kunstsammler armenischer Herkunft.

## Leben
Myran Eknayan kam 1892 in Paris zur Welt. Als alternative Schreibweisen des Vornamens findet sich in der Literatur auch Mihran oder Mirant. Die armenische Kaufmannsfamilie Eknayan stammte ursprünglich aus dem Osmanischen Reich. Sein Vorfahr Atamik Eknayan (1847–1925) ließ sich 1872 in Paris nieder. Er begründete 1893 eine Diamantschleiferei am Boulevard de la Villette, die später nach Neuilly-sur-Seine umsiedelte. Die Firma unterhielt zudem Geschäftsräume an der vornehmen Pariser Place Vendôme, wo Myran Eknayan als Diamantenhändler arbeitete. Er war zudem Präsident (président directeur) der Gesellschaft SAREMCI (Société anonyme de recherches et d’exploitation minières en Côte d’Ivoire), die Diamantenminen in der Elfenbeinküste betrieb.
Myran Eknayan begann schon in jungen Jahren mit dem Aufbau einer Kunstsammlung. Diese erste Kollektion verkaufte er 1926 und 1931 im Pariser Auktionshaus Hôtel Drouot. Zu dieser Kollektion gehörten Altmeistergemälde wie Palastinneres mit Damen und Herren beim Festmahl und musizierender Karnevalsgesellschaft von Dirck van Delen, Reisende in einer Hügellandschaft an einem Fluss von Philips Wouwerman und Ein römisches Capriccio mit Wäscherinnen an der Statue des Mark Aurel von Hubert Robert. Ebenso trennte er sich bereits 1926 von der im Stil des Realismus gemalten Stadtansicht Le Pont Neuf von Johan Barthold Jongkind.
Die zweite Kunstsammlung entstand weitestgehend nach 1945 und hatte ihren Schwerpunkt bei Gemälden des Impressionismus. Hauptwerk dieser Kollektion war das 2,5 × 2,2 Meter große Mittelfragment des Bildes Das Frühstück im Grünen von Claude Monet. Von Monet gab es zudem die Winterlandschaft L’Entree de la Grande-Rue a Argenteuil, l’hiver von 1875 in der Sammlung. Von Édouard Manet besaß Eknayan zwei Frauenporträts. Neben dem Bildnis der Jeanne Demarsy als Junge Frau mit Pelerine, gehörte ihm das skizzenhaft ausgeführte Bild Stehende Dame zwischen Blumen. Hinzu kamen von Edgar Degas drei typische Bilder mit Tänzerinnen: das Gemälde Danseuses sur la scène sowie die Pastelle Deux danseuses roses assises sur une banquette und Trois danseuses en jupes saumon. Darüber hinaus hatte Eknayan mit Mädchen mit blauen Band ein Gemälde von Pierre-Auguste Renoir in seiner Sammlung. Zwischenzeitlich besaß er auch das Gemälde Le Pont d'Argenteuil et la Seine von Gustave Caillebotte, dass er aber zu Lebzeiten wieder verkaufte.

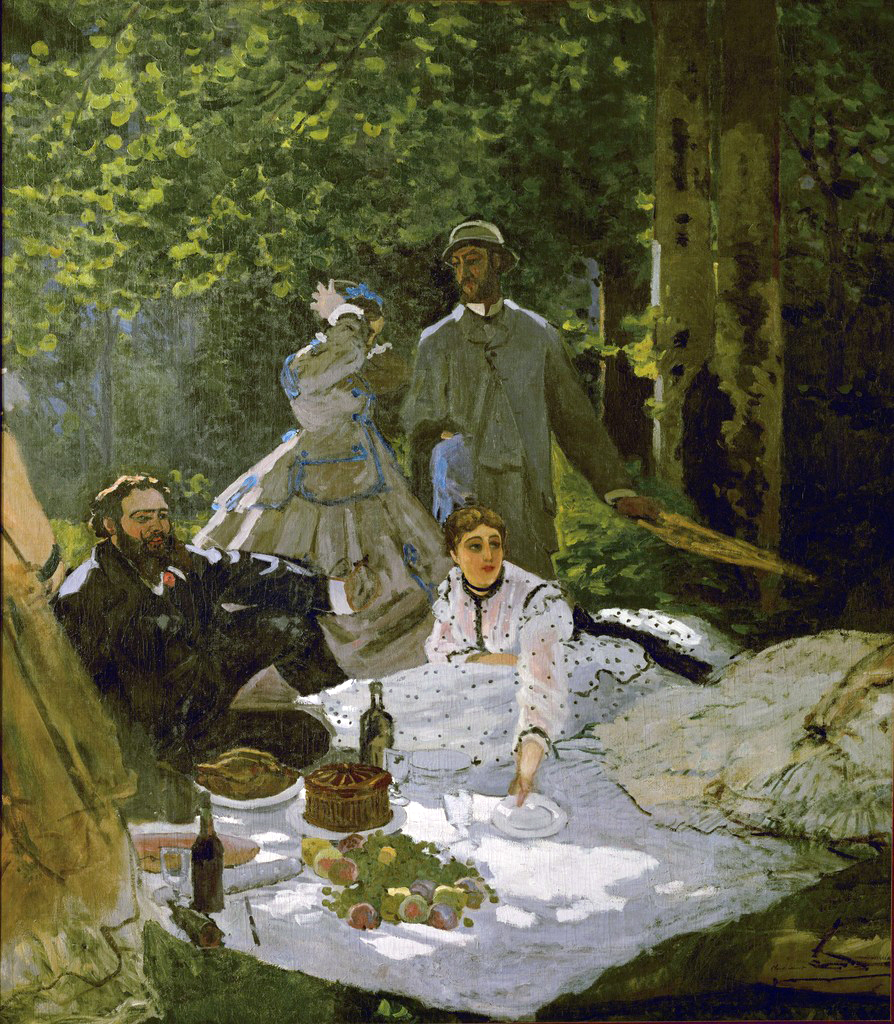
Claude Monet: Das Frühstück im Grünen, 1865–1866
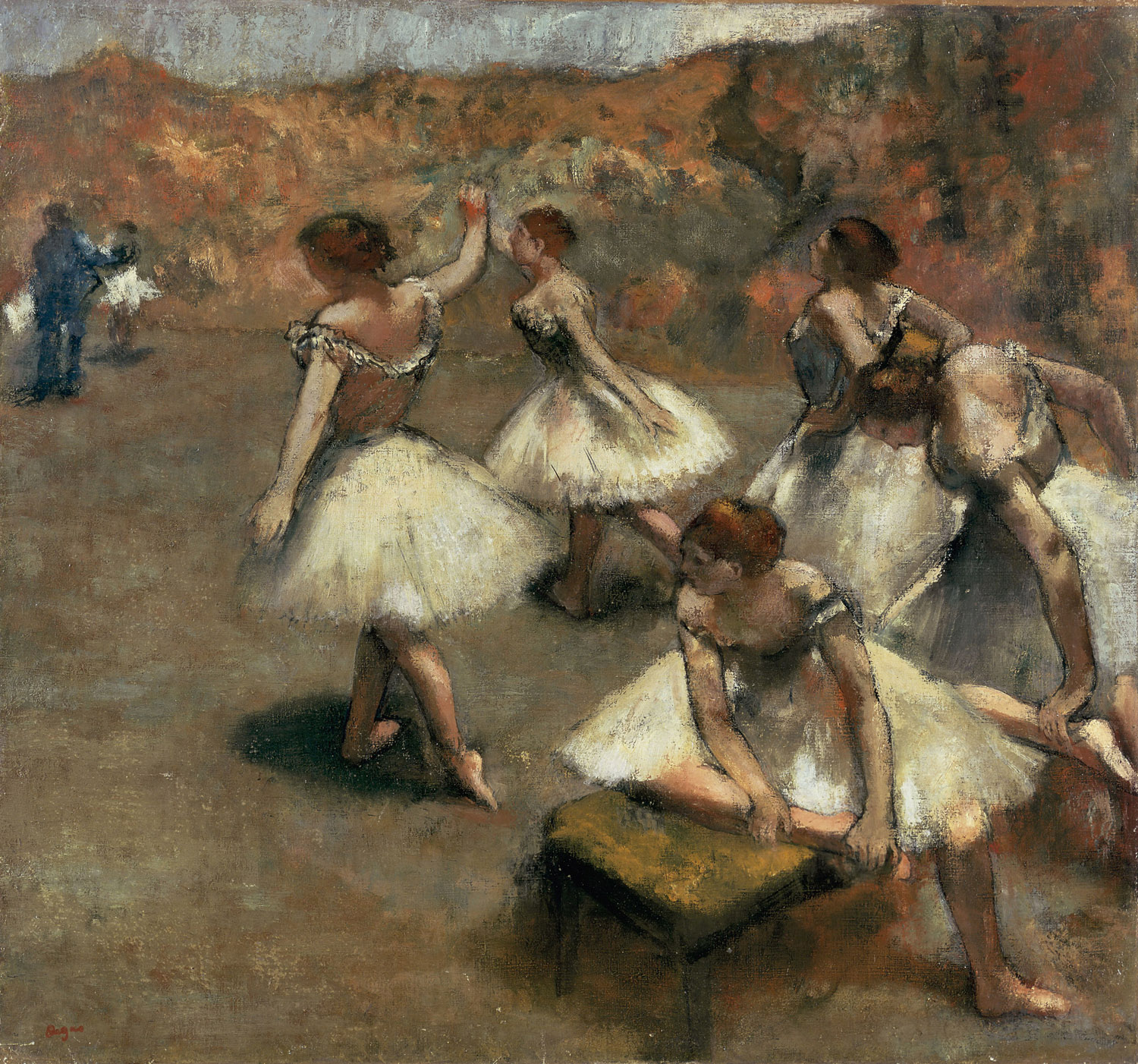
Edgar Degas: Danseuses sur la scène, um 1889
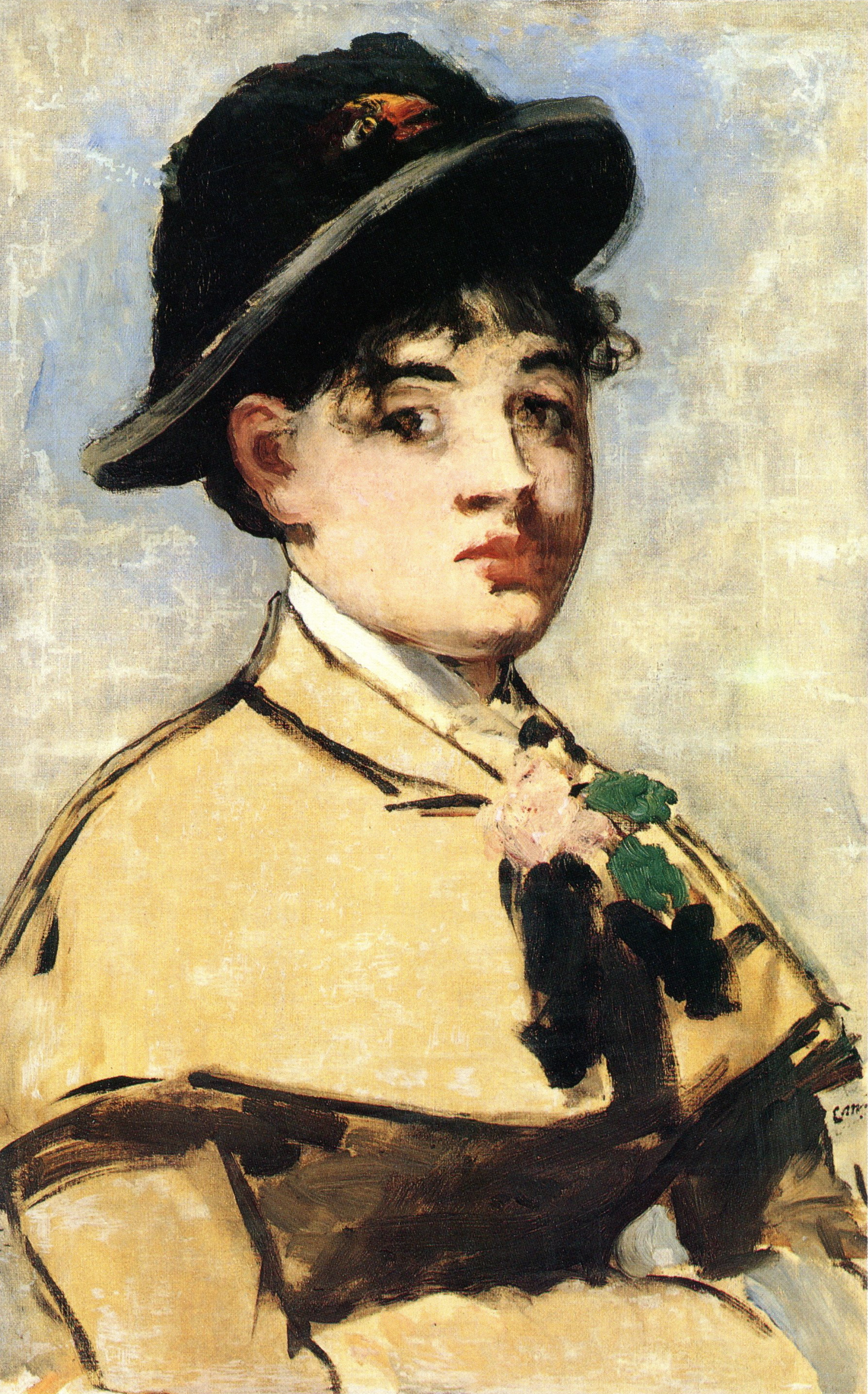
Édouard Manet: Junge Frau mit Pelerine, 1881
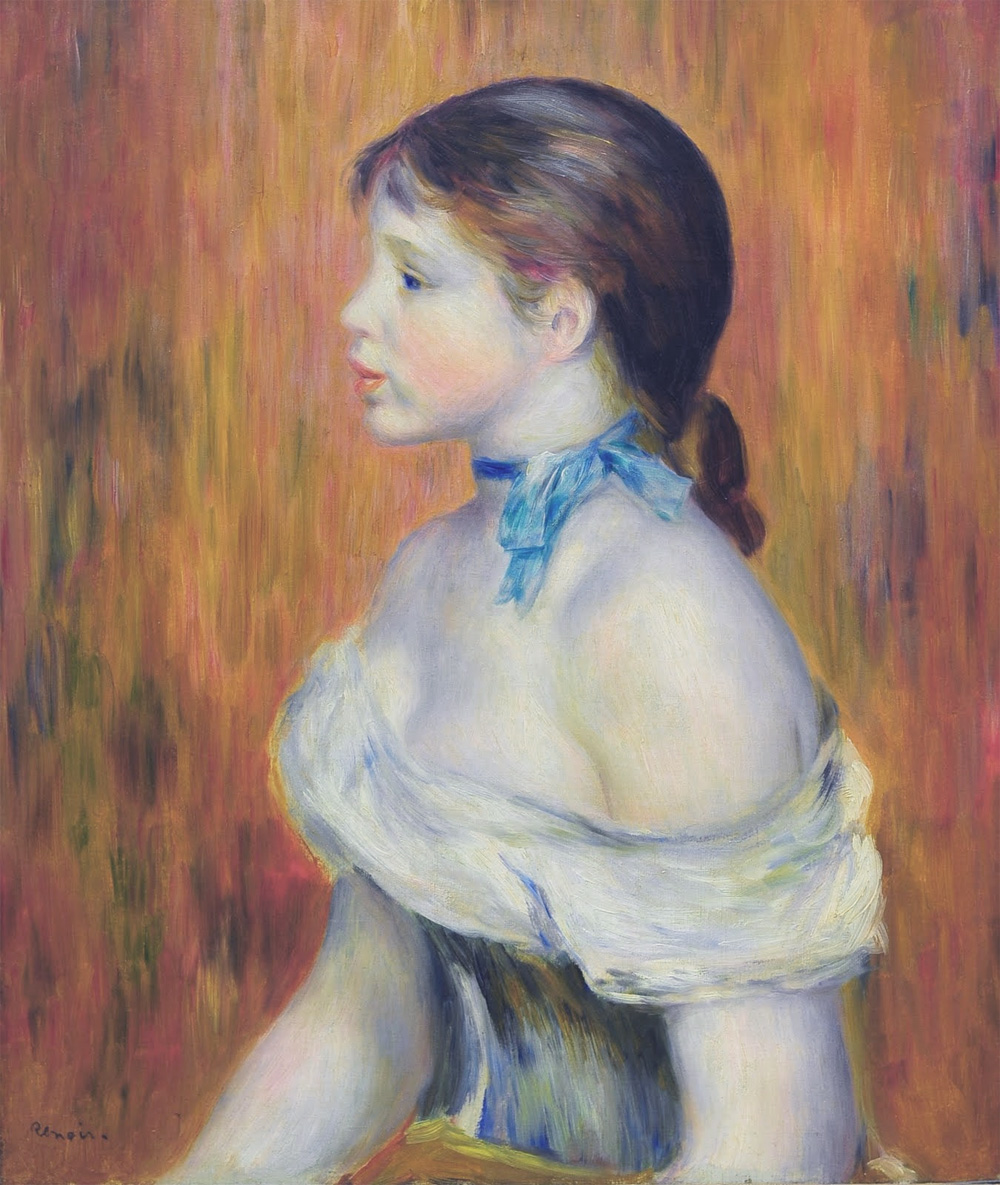
Pierre-Auguste Renoir: Mädchen mit blauen Band, 1888

Neben Werken des Impressionismus befand sich eine Darstellung des Hl. Sebastian von Jean-Baptiste Camille Corot in der Kollektion. Weiterhin trug Eknayan auch einige Werke des 20. Jahrhunderts zusammen. Hierzu gehörten Nu aux bas rouges von Pablo Picasso – ein Frühwerk des Künstlers aus dem Jahr 1901 –, ein sitzender weiblicher Akt Nu assis von Amedeo Modigliani, ein Pierrot von Georges Rouault, das Stillleben Fleurs sur une cheminée aux Clayes von Édouard Vuillard und zwei weitere Stillleben – Poisson sur une assiette und Fleurs sur un tapis rouge – von Pierre Bonnard. Zu den besonders von Eknayan geschätzten Künstlern gehörte der Bildhauer Auguste Rodin, von dem er einige Gipsmodelle und eine Reihe von Bronzen sammelte.
Im Alter lebte Eknayan mit der ehemalige Schauspielerin Jacqueline Delubac zusammen. Das Paar heiratete 1981. Zu ihren gemeinsamen Interessen gehörte die Kunst, wobei die von Delubac gesammelte Werke neben Arbeiten der klassischen Moderne auch zeitgenössische Bilder – beispielsweise von
Francis Bacon und Hans Hartung – umfasste. 1985 starb Eknayan in Neuilly-sur-Seine. Seine Kunstsammlung vermachte er seiner Frau Jacqueline. Als Ausgleich für die fällige Erbschaftssteuer überließ sie das großformatige Gemälde Das Frühstück im Grünen von Claude Monet dem französischen Staat, der es der Sammlung des Pariser Musée d’Orsay übertrug. Darüber hinaus verkaufte sie einige der geerbten Bilder, darunter Le Lit de la bonne von Kees van Dongen. In ihrem eigenen Testament verfügte sie, dass 35 Kunstwerke aus ihrer eigenen und der Sammlung von Eknayan als Stiftung an das Musée des Beaux-Arts in Lyon gehen sollten. Nach ihrem Tod 1997 wurden die Kunstwerke im Folgejahr erstmals im Museum von Lyon gezeigt. Aus der vormaligen Sammlung Eknayan stammen Werke von Corot, Monet, Manet, Renoir, Degas, Modigliani, Bonnard, Vuillard, Rouault, Picasso und Rodin. Gemäß dem letzten Willen der Stifterin wird die Sammlung Delubac-Eknayan zusammenhängend in zwei nach den Kunstsammlern benannten Sälen des Museums gezeigt.

## Auszeichnung
- 1951 – Ernennung zum Chevalier de la Légion d’Honneur